# Pseudolasius dodo
Pseudolasius dodo é uma espécie de formiga do gênero Pseudolasius, pertencente à subfamília Formicinae.